# Rochester Jeffersons

Los Rochester Jeffersons de Rochester, Nueva York jugaron en la National Football League de 1920 a 1925. 
Formado originalmente con adolescentes del área de Rochester a principios del siglo XX, este equipo fue conocido como los Jeffersons en referencia al campo de juego en que eran locales, ubicado en una avenida llamada Jefferson Avenue. Alrededor del año 1908 un joven de nombre Leo Lyons se unió a este club como jugador, y dos años después estaba encargado del manejo de las finanzas del mismo, promoviendo al equipo como ocupación de tiempo completo. 
En octubre de 1917 Lyons logró arreglar un partido entre el equipo más grande de esa época en los Estados Unidos, los Canton Bulldogs, con quienes jugaba el legendario Jim Thorpe como su atracción principal. El equipo de Thorpe los destrozó por 41-0, pero la audacia de haber logrado jugar en contra de Canton le ganó a Lyons y al equipo mucha notoriedad, y tres años después lograron ser aceptados como miembros inaugurales de la recientemente formada American Professional Football Association, la cual dos años después cambiaría su nombre a National Football League.
Resultó que el equipo de Rochester estaba más interesado en jugar con equipos locales de esa ciudad. Por lo tanto reclutaron jugadores que eran lo suficientemente buenos para vencer a esos equipos locales pero no al nivel del fútbol americano profesional. Por este motivo, la asistencia a sus juegos como locales se vino abajo, llegando al grado de que otros equipos semiprofesionales locales atraían a un público diez veces mayor que los Jeffersons. El equipo solo ganó dos partidos en contra de rivales dentro de la NFL durante su corta historia: los Tonawanda Kardex y los Columbus Panhandles; ambos juegos en la temporada de 1921. Tuvieron cuatro temporadas sin victoria de manera consecutiva de 1922 a 1925.
Hicieron un último intento de seguir en la NFL al tratar de firmar a Red Grange para que jugara con Rochester (Grange prefirió irse a jugar con los Chicago Bears) por lo que el equipo se desarmó después de la temporada de 1925. Lyons permaneció como el historiador no oficial de la liga después de la desaparición de su equipo.

## Temporadas
| Año     | V | D  | E | Final | Entrenador    |
| ------- | - | -- | - | ----- | ------------- |
| 1920    | 6 | 3  | 2 | 7º    | Jack Forsyth  |
| 1921    | 2 | 3  | 0 | 10º   | Jack Forsyth  |
| 1922    | 0 | 4  | 1 | 15º   | Joe Alexander |
| 1923    | 0 | 4  | 0 | 19º   | Leo Lyons     |
| 1924    | 0 | 7  | 0 | 16º   | Jerry Noonan  |
| 1925    | 0 | 6  | 1 | 16º   | Tex Grigg     |
| Totales | 8 | 27 | 4 |       |               |